# 邴鬱
邴鬱（?—?），字弘文，东晋城阳郡（治今山东省莒县）人。
邴鬱是邴原的曾孙，年轻时有邴原之风，立身廉洁谨慎，口不妄说，耳不妄听，端拱恂恂，举止有礼，在当时当世有高名。晋成帝咸康年间，与刘鲕被公卿荐举，于是按照韩绩及翟汤等例，以博士征召。邴鬱托以疾病拒不就任。以寿终老于家。